# Pisaster giganteus
Pisaster giganteus és una espècie d'equinoderm asteroïdeu de l'ordre dels forcipulàtides. És una estrella de grans dimensions que viu a la costa occidental de l'Amèrica del Nord, des del sud de Califòrnia a la Colúmbia Britànica. Viu en zones marines rocoses i s'alimenta de mol·luscs. Pot arribar a fer 61 cm de diàmetre. El seu color varia des del marró a vermell o porpra.

## Reproducció i regeneració
Pon ous petits i el seu esperma conté caps esfèrics. Un cop neixen les larves tenen simetria bilateral. Els adults tenen simetria pentaradial.